# Mozilla Foundation

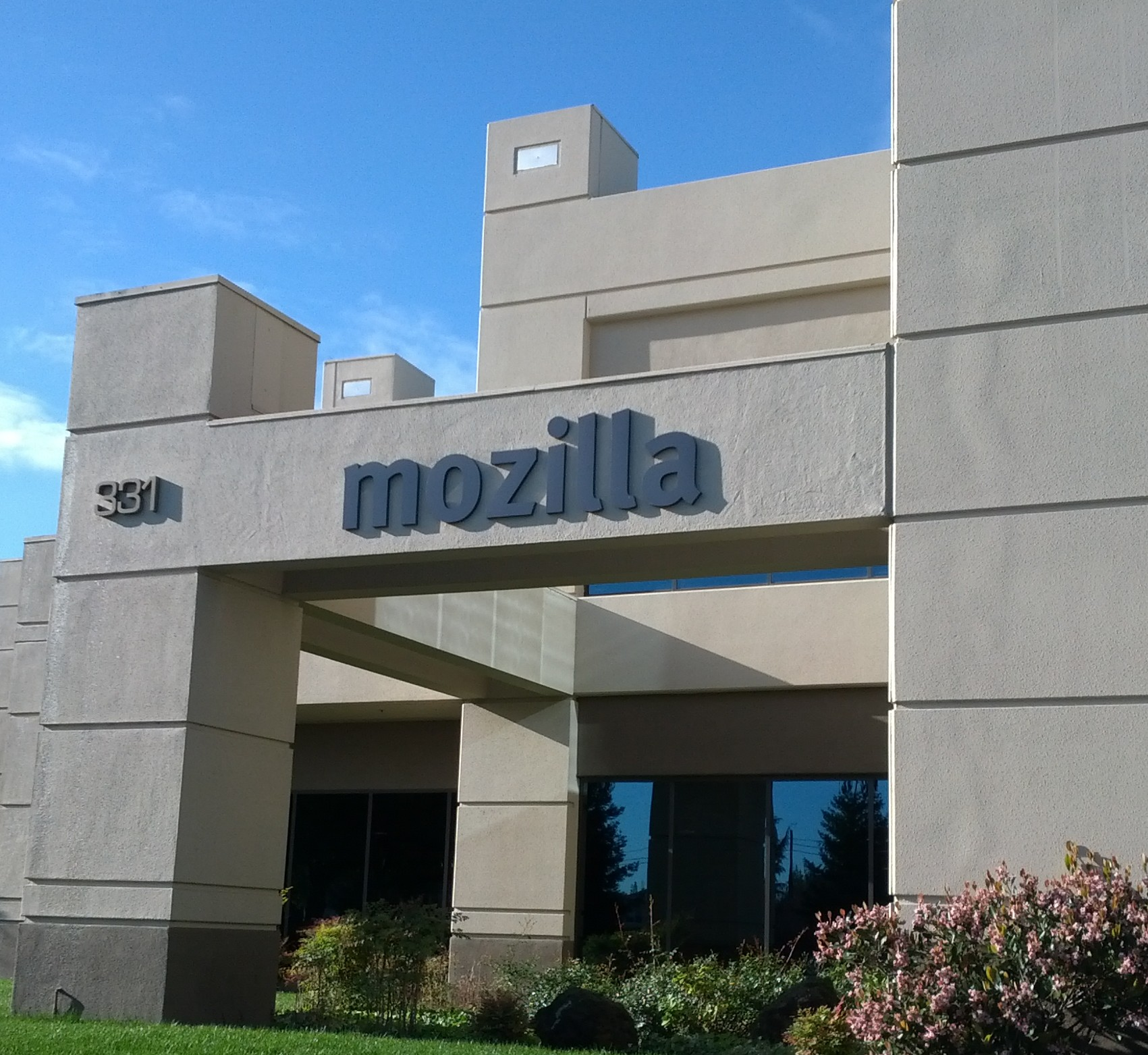
Ingång till huvudkontoret av både Mozilla Foundation och Mozilla Corporation i Mountain View, Kalifornien, USA.

Mozilla Foundation, stiftelse som grundades i juli 2003 för att säkerställa att Mozilla-projektet skulle kunna fortleva även efter att frivilliga individer avslutat sitt arbete i projektet. Företaget står också som mottagare av donationer till Mozilla-projektet.